# Русальний тиждень
Руса́льний ти́ждень (також Русалії) — тиждень після Трійці, коли, за народними віруваннями, по землі ходять русалки. Відзначався з понеділка по четвер. У перший після Трійці четвер русалки святкують свій Великдень. Через тиждень після Трійці русалок урочисто виряджали із села. Троїцькі обряди мали додавати здоров'я людині й родючості полю, вберегти дім від зла. Вважалося, що русалки опікали поля, ліси і води.

## Традиції і вірування
Русальний тиждень починається на наступний день після Дня Святої Трійці. Русалії відбувалися в Україні в супроводі різних обрядових дій: перевдягання однієї з дівчат на русалку, вбирання вінків, оперізування перевеслом з трави чи збіжжя, танці, спів русальних пісень тощо. Подекуди Русальний тиждень завершувався проводами русалок — прогнанням русалок або «русальними розіграми», тобто закінченням гуляння і забав русалок.
За народними віруваннями, у Русальний тиждень, коли цвіте жито, русалки виходять з води і гуляють по полях та лісах. Вони полюють на молодих парубків та дівчат і можуть залоскотати їх на смерть, чи заманюють їх у своє підводне царство. Особливо небезпечно купатися в річках цього тижня, бо русалки залоскочуть і залишать у себе.
Підстерігаючи перехожого за околицею села, русалка запитувала його: «Полин чи петрушка?». Якщо покажеш полин, русалка зникає, якщо ж відповіси «петрушка», то вона каже: «Ти моя душка!» і може залоскотати до смерті.
Найпоширенішою була думка про те, на Русальному тижні у полі, лісі і понад ставами та ріками ходять неприкаяні душі самогубців і дівчат-утоплениць, що перетворилися на русалок.
Також на Русалії для русалок і мавок («щоб бавилися й нас не зачіпали») дівчата влаштовували ритуальне дійство — «завивання вінків», яке в одних місцевостях робили в четвер напередодні Трійці, а в інших — після неї. Вони гуртом йшли до лісу і завивали вінки з тонких гілочок на живих березах, які мали зберігатися аж до понеділка, коли влаштовували проводи русалок.
Перед тим як іти до лісу на вінкоплети, вранці готували обрядові пиріжки і яєшню, яка, як пише Василь Скуратівський у своїй книжці «Русалії», була обов'язковою в трійчанських обрядах.
У народі русалок уявляли як дівчат надприродної краси — з білим або трохи синюватим кольором тіла і розкішною розпущеною косою, вдягненими у прозорий одяг або ж зовсім оголеними.
У деяких українських селах побутував такий звичай: дівчата зі сходом сонця несли в поле житній хліб, спечений на святій воді. Його розламували на невеличкі шматочки й розносили по нивах — «для русалок, щоб жито родило». Дівчата плели віночки, вибирали з-поміж себе найгарнішу і найстрункішу та прикрашали її квітами і стрічками. Як тільки сходив місяць, у білих сорочках та намистах, взявшись за руки, виходили вони за село, а попереду йшла обрана ними «русалка». Усі дівчата мали розплетене волосся і вінок на голові. 
Похід дівчат нагадував хоровод — перша пара зводила вгору руки, утворюючи своєрідну «браму», через яку попарно проходили інші учасниці. Дійство супроводжувалося русальними піснями, розпалюванням багаття, через яке дівчата стрибали. До них долучались і хлопці. Це нагадує купальські забави, але з тією відмінністю, що свої віночки дівчата кидали на парубків і розбігалися геть. Натомість «русалка» намагалася упіймати котрусь із подруг і полоскотати. Опівночі всі поверталися в село, вважаючи, що тепер русалки перебуватимуть у своїх угіддях до наступного Мавського Великодня.

## Дні тижня
Щоб русалки не чинили шкоди людям і в полі, у понеділок селяни влаштовували «проводи русалок». На Поліссі — у краї, де найповніше збереглися ці реліктові обряди, — ще наприкінці XIX століття звичай проводів русалок був в активному вжитку.
У середу та четвер вважалося краще взагалі нікуди не виходити. Особливо небезпечними були русалки в четвер — Русальний Великдень. Цього дня русалки та нявки (мавки) ходять полями, граються біля води та на узлісках — «їхні душі випущені на волю». І це єдина пора, коли вони можуть набувати людську подобу і споживати звичайну їжу. Тому аби не потрапити до їхніх рук, треба носити з собою оберіг — полин (Євшан-зілля) та любисток, що відганятиме їх. Зіллям прибирали й хати — наприклад, на Київщині збирали пахучі трави і встеляли ними підлогу в хаті, особливу перевагу надавали любистку. Пахучою м'ятою, шовковою травою клечали (прикрашали) вікна, образи, покуть. Надворі клечали деревом — липою, кленом. Ставили гілки на воротях, стежки устеляли травою. 
Протягом Русального тижня, особливо в четвер, по всіх регіонах України жінки розвішували на деревах полотно, аби нявки взяли його собі для сорочок.
На Русальний Великдень, «щоб не розгнівати померлі душі», остерігались працювати, передусім сіяти борошно в діжу — «бо з'явиться багато русалок». Зранку жінки пекли паски-бабки, фарбували в жовте крашанки, але шкарлупки від яєць не викидали на воду, як це робиться на Великдень, «бо довкола них збереться гурт русалок». Подекуди на підвіконня клали гарячий хліб, бо вважалося, що від пари і запаху від нього русалки будуть ситі.